# 圣蒂耶里
圣蒂耶里（法語：Saint-Thierry，法語發音：[sɛ̃ tjɛʁi]）是法国马恩省的一个市镇，位于该省西北部，属于兰斯区。

## 地理
圣蒂耶里（49°18'13"N, 3°57'49"E）面积7.59 平方千米，位于法国大東部大區马恩省，该省份为法国东北部内陆省份，北起阿登省，西北接埃纳省，西南接塞纳-马恩省，南至奥布省，东南接上马恩省，东临默兹省。
与圣蒂耶里接壤的市镇（或旧市镇、城区）包括：蒂勒、圣布里斯-库尔塞勒、库尔西、梅尔菲、普永、兰斯。

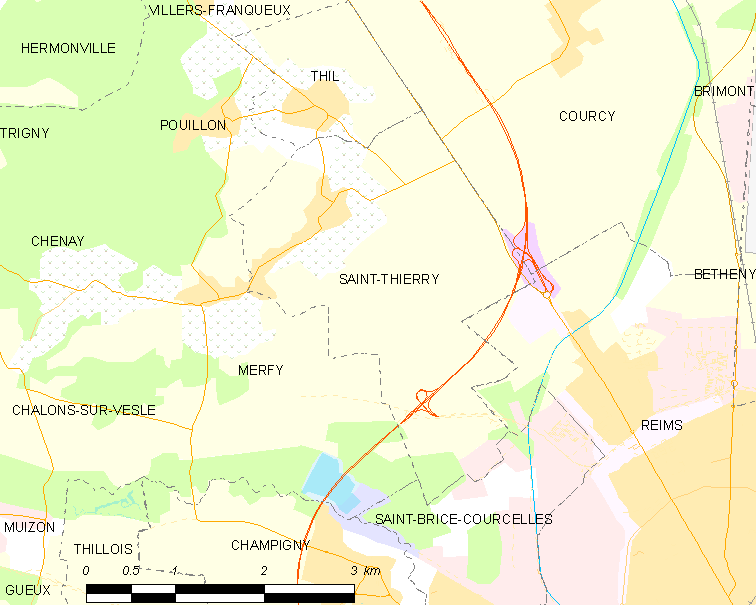
圣蒂耶里的OSM定位图

圣蒂耶里的时区为UTC+01:00、UTC+02:00（夏令时）。

## 行政
圣蒂耶里的邮政编码为51220，INSEE市镇编码为51518。

## 政治
圣蒂耶里所属的省级选区为勃艮第-弗雷讷县。

## 人口

1962-2008年间圣蒂耶里人口变化图示

圣蒂耶里于2022年1月1日时的人口数量为603人。